# 完全费米—狄拉克积分

Fermi-Dirac Integral animation

Fermi-Dirac Integral complex minus

Fermi-Dirac Integral complex

完全费米—狄拉克积分，以恩里科·费米和保罗·狄拉克各取一字命名，已知指數j定义如下
{\displaystyle F_{j}(x)={\frac {1}{\Gamma (j+1)}}\int _{0}^{\infty }{\frac {t^{j}}{e^{t-x}+1}}\,dt.}
等於
{\displaystyle -\operatorname {Li} _{j+1}(-e^{x}),}
此處{\displaystyle \operatorname {Li} _{s}(z)}為多重对数函数。

## 特徵值
對j = 0，函數的封閉形式存在：
{\displaystyle F_{0}(x)=\ln(1+\exp(x)).\,}
當{\displaystyle s=1}，與多重對數函數的值比較：
{\displaystyle \operatorname {Li} _{1}(z)=-\log(1-z).}

## 相關
- 非完全费米—狄拉克积分（英语：Incomplete Fermi–Dirac integral）
- Γ函数
- 多重对数函数